# Sistem fotometric UBV

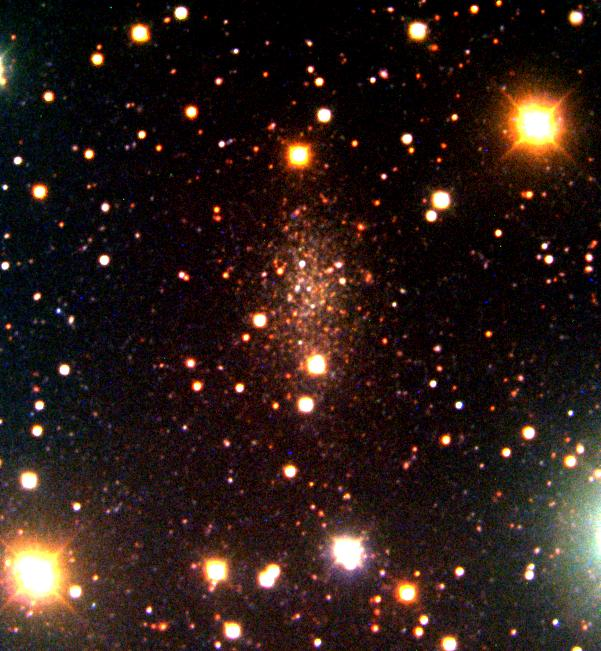
Imagine în UBV, făcută la Observatorul Lowell, în care culoarea ablastră deschis ne arată diapozonul U (ultraviolet), culoarea verde — diapozonul V (albastru) şi culoarea roşie — Diapozonul V (lumina vizibilă).

Sistemul fotometric UBV, de asemenea cunoscut și ca sistemul Johnson (sau sistemul Johnson-Morgan), este un sistem fotometric pentru clasificarea stelelor în conformitate cu culorile lor. Este primul sistem fotometric fotoelectric standardizat cunoscut. Literele U, B și V provin de la ultraviolet, blue (albastru) și vizual (magnitudine vizuală), care reprezintă parametrii care măsoară stelele de clasificat în sistemul UBV.